# G (muziek)
De G (ook wel sol, of so genoemd) is een muzieknoot die een hele toon hoger ligt dan de F en een hele toon lager dan de A.
Op een piano-klavier ligt de G bij de drie zwarte toetsen steeds tussen de eerste en de tweede zwarte toets. Bij een zessnarige gitaar is de vierde snaar gestemd in G. De eerste snaar van een viool is ook in G gestemd.
De vioolsleutel geeft de g van het eengestreept octaaf aan. Deze sleutel wordt daarom ook wel g-sleutel of sol-sleutel genoemd.

## Grafische voorstelling

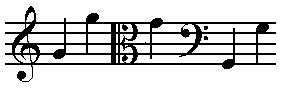
Voorstelling van de G in 3 sleutels (achtereenvolgens: vioolsleutel (G4 en G5), altsleutel (G4), en bassleutel (G2 en G3))

## Octavering
| Musicologische notatie | Helmholtznotatie | Octaafnaam           | Frequentie (Hz) |
| ---------------------- | ---------------- | -------------------- | --------------- |
| G-1                    | G,,,             | Subsubcontra-octaaf  | 12.25           |
| G0                     | G,,              | Subcontra-octaaf     | 24.5            |
| G1                     | G,               | Contra-octaaf        | 48.999          |
| G2                     | G                | Groot octaaf         | 97.999          |
| G3                     | g                | Klein octaaf         | 195.998         |
| G4                     | g′               | Eengestreept octaaf  | 391.995         |
| G5                     | g′′              | Tweegestreept octaaf | 783.991         |
| G6                     | g′′′             | Driegestreept octaaf | 1567.982        |
| G7                     | g′′′′            | Viergestreept octaaf | 3135.963        |
| G8                     | g′′′′′           | Vijfgestreept octaaf | 6271.927        |
| G9                     | g′′′′′′          | Zesgestreept octaaf  | 12543.854       |